# Водосховища Тернопільської області
Водосховища Тернопільської області — водосховища, які розташовані на території Тернопільської області (в адміністративних районах і басейнах річок).
На території Тернопільської області налічується — 26 водосховищ, загальною площею  — 3579 га, з повним об'ємом — 79,3 млн м³.

## Загальна характеристика
Територія Тернопільської області становить 13,8 тис. км² (2,3 % території України).
Вона розташована в басейнах Дніпра (річки Горинь та Іква) (18 % території області) та Дністра (річки Золота Липа, Коропець, Стрипа, Джурин, Серет, Нічлава, Збруч) (82 %).
Гідрографічна мережа території Тернопільської області включає одну велику річку — Дністер (в межах області 262 км), середні річки — її притоки — Серет і Збруч, а також притоки Прип'яті — Іква (притоку Стиру) та Горинь.
В області функціонує 26 водосховищ з повним об'ємом 79,3 млн м³, серед яких 2 — з об'ємом понад 10 млн м³ (Касперівське і Тернопільське на р. Серет).
Водосховища використовуються переважно комплексно, а також для риборозведення, енергетики, культурно-побутового водокористування, господарсько-питного водопостачання. На території області функціонує 12 малих ГЕС загальною потужністю 10790 кВт. Стан гідротехнічних споруд на більшості гідроелектростанцій вимагає капітальних і поточних ремонтів. Найбільшими виробниками електроенергії є Касперівська ГЕС (потужність — 7500 кВт), Скородинська ГЕС та Більче-Золотецька ГЕС.

## Наявність водосховищ (вдсх) у межах адміністративно-територіальних районів та міст обласного підпорядкування Тернопільської області[1]
| Район, місто    | Кількість вдсх, шт. | Площа вдсх, га | Об'єм вдсх — повний, млн м³ | Об'єм вдсх — корисний, млн м³ | В оренді, шт. | В оренді, га |
| --------------- | ------------------- | -------------- | --------------------------- | ----------------------------- | ------------- | ------------ |
| Бережанський    | 2                   | 157            | 1,9                         | 1,9                           | 1             | 157          |
| Борщівський     | 4                   | 240            | 5,9                         | 3,9                           | -**           | -            |
| Бучацький       | -*                  | -              | -                           | -                             | -             | -            |
| Гусятинський    | 1                   | 52             | 1,1                         | 0,8                           | 1             | 52           |
| Заліщицький     | 1                   | 286            | 18,8                        | 18,5                          | -             | -            |
| Збаразький      | -                   | -              | -                           | -                             | -             | -            |
| Зборівський     | 8                   | 1093           | 18,8                        | 18,8                          | 8             | 1093         |
| Козівський      | 4                   | 474            | 7,1                         | 7,1                           | 3             | 330          |
| Кременецький    | -                   | -              | -                           | -                             | -             | -            |
| Лановецький     | 2                   | 308            | 3,5                         | 3,5                           | 2             | 308          |
| Монастириський  | -                   | -              | -                           | -                             | -             | -            |
| Підволочиський  | 1                   | 214            | 3,0                         | 3,0                           | -             | -            |
| Підгаєцький     | -                   | -              | -                           | -                             | -             | -            |
| Теребовлянський | -                   | -              | -                           | -                             | -             | -            |
| Тернопільський  | 1                   | 315            | 3,2                         | 1,9                           | -             | -            |
| Чортківський    | 1                   | 140            | 3,4                         | 2,8                           | -             | -            |
| Шумський        | -                   | -              | -                           | -                             | -             | -            |
| м. Тернопіль    | 1                   | 300            | 12,6                        | 6,6                           | -             | -            |
| Разом           | 26                  | 3579           | 79,3                        | 68,8                          | 15            | 1940         |

Примітки: -* — немає водосховищ на території району;
-* — немає водосховищ, переданих в оренду.
В оренді водосховищ на території Тернопільської області 58 %.

## Наявність водосховищ (вдсх) у межах основнихрайонів річкових басейнівна території Тернопільської області[1]
| Район річкового басейну | Кількість вдсх, шт. | Площа вдсх, га | Об'єм вдсх — повний, млн м³ | Об'єм вдсх — корисний, млн м³ | В оренді, шт. | В оренді, га |
| ----------------------- | ------------------- | -------------- | --------------------------- | ----------------------------- | ------------- | ------------ |
| Дніпра, у тому числі    | 2                   | 308            | 3,6                         | 2,5                           | 2             | 308          |
| р. Прип'ять             | 2                   | 308            | 3,6                         | 2,5                           | 2             | 308          |
| Дністра, у тому числі   | 24                  | 3271           | 75,7                        | 66,3                          | 13            | 1632         |
| р. Збруч                | 2                   | 266            | 4,2                         | 4,1                           | -*            | -            |
| р. Серет                | 12                  | 2088           | 57,3                        | 47,2                          | 7             | 973          |
| Разом                   | 26                  | 3579           | 79,3                        | 68,8                          | 15            | 1940         |

Примітки: -* — немає водосховищ, переданих в оренду.
В межах району річкового басейну Дніпра розташовано 8 % водосховищ, Дністра — 92 % водосховищ Тернопільської області.

## Наявність водосховищ (вдсх) об'ємом понад 10млн м³ на території Тернопільської області[1]
| Назва водосховища, річки (басейну)        | Місцезнаходження вдсх (населений пункт, район) | Площа вдсх, га | Об'єм вдсх — повний, млн м³ | Об'єм вдсх — корисний, млн м³ |
| ----------------------------------------- | ---------------------------------------------- | -------------- | --------------------------- | ----------------------------- |
| Касперівське вдсх, р. Серет (р. Дністер*) | с. Касперівці, Заліщицький                     | 286            | 18,6                        | 18,5                          |
| Тернопільське вдсх, р. Серет (р. Дністер) | м. Тернопіль                                   | 300            | 12,6                        | 6,6                           |

Примітка: * — у дужках наведено послідовність впадіння річки, на якій розташовано водосховище, у головну річку.